# Ravinia pectinata
Ravinia pectinata är en tvåvingeart som först beskrevs av Aldrich 1916.  Ravinia pectinata ingår i släktet Ravinia och familjen köttflugor. Inga underarter finns listade i Catalogue of Life.